# South Bay (Florida)
South Bay város az USA Florida államában, Palm Beach megyében. 

## Népesség
A település népességének változása: